# جيرالد بالمر
جيرالد بالمر (بالإنجليزية: Gerald Palmer)‏ (و. 1904 – 1984 م) هو لاعب كركيت، وسياسي، من المملكة المتحدة، كان عضوًا في حزب المحافظين، توفي عن عمر يناهز 80 عاماً.

## مناصب
تولى منصب عضو البرلمان في المملكة المتحدة.

## التعليم
تعلم في كلية ونشستر ‏.